# Staurodesmus grandis
Staurodesmus grandis  là một loài Song tinh tảo trong họ Desmidiaceae, thuộc chi Staurodesmus.